# Astracantha jucunda
Astracantha jucunda är en ärtväxtart som först beskrevs av Al.Fed., Fed. och Rza Jakhja Ogly Rzazade, och fick sitt nu gällande namn av Sergei Kirillovich Czerepanov. Astracantha jucunda ingår i släktet Astracantha och familjen ärtväxter. Inga underarter finns listade i Catalogue of Life.